# Вибрации (филм)
„Вибрации“ е български игрален филм (драма) от 1984 година на режисьора Тодор Стоянов, по сценарий на Викентий Маринов. Оператор е Цветан Чобански. Музиката във филма е композирана от Ангел Михайлов.

## Сюжет
Авария в нова атомна централа поставя под въпрос предстоящото голямо откриване. Младият инженер Алтамаров е изправен пред дилема дали това трябва да стане с цената на риск или да се извърши ремонт, а откриването да бъде отложено. Той е склонен да поеме отговорност и да пусне централата в срок, но се сблъсква с нерешителност и липса на гъвкавост и последователност в действията на ръководството.

## Актьорски състав
- Николай Сотиров – Алтамаров
- Данаил Мишев – Дрехаров
- Борис Арабов – Кръстанов
- Недялка Монеджикова – Новакова
- Кирил Златков – Първанов
- Петър Славов – Барчев
- Мая Бабурска – Ина
- Нино Луканов – Денчев
- Георги Делев – Министърът
- Лина Гладийска – Станоева
- Венелин Венев – Железаров
- Колчо Николов – Станоев
- Огнян Узунов
- Венцислав Божинов
- Антония Драгова
- Димитър Димитров
- Галина Котева
- Лили Станишева
- Стефан Цанев